# 週刊ミヤダイ
『週刊ミヤダイ』（しゅうかんミヤダイ）とは、2006年10月6日から2007年3月23日までTBSラジオ『あべこうじのポッドキャスト番長』内で放送されていたラジオ番組である。全23回。放送時間は毎週金曜 19:30頃 - 19:40頃（日本標準時）。

## 概要
社会学者の宮台真司が放送週に伝えられたニュースの中からテーマを選び、そのニュースの背景を社会学的な視点から解説していた番組。放送期間中、ポッドキャストによる配信を行っていた。
番組はこのタイトルでは半年で終了したが、それから1年半後の2008年10月3日に同じく宮台が出演している『荒川強啓 デイ・キャッチ!』内で『デイキャッチャーズ・ボイス』の金曜放送分として復活し、以後放送され続けている。復活後も引き続き、直近の放送についてはポッドキャスト配信を行っている。

## 出演者
- 宮台真司（社会学者） - パーソナリティ。『デイキャッチャーズ・ボイス』にも引き続き出演。
- 有村美香（TBSアナウンサー） - アシスタント。出演していたのは本番組のみで、『デイキャッチャーズ・ボイス』には出演せず。

## 放送内容
- 2006年10月6日放送 宮台真司「週刊ミヤダイ」いよいよスタート!
- 2006年10月13日放送 景気拡大が続いても実感がないのはなぜだ?
- 2006年10月20日放送 教師の質は低下したか?
- 2006年10月27日放送 少女たちが「出会い系」にハマる理由は?
- 2006年11月3日放送 男はどうして「フェチ」になりやすいのか?
- 2006年11月10日放送 日本はいつまでも「対米追従」でいいの?
- 2006年11月17日放送 いじめをなくす方法はあるか?
- 2006年11月24日放送 労働力人口が減ると何が問題なのか?
- 2006年12月1日放送 現代の「プライバシー権」とはどんなものか?
- 2006年12月8日放送 「教育基本法改正案」のホントの目的は
- 2006年12月15日放送 インターネットと著作権
- 2006年12月22日放送 今年のキーワード「ナショナリズム」を考える
- 2007年1月12日放送 NHK受信料の「義務化」は是か非か
- 2007年1月19日放送 ホワイトカラー・エグゼンプションで得をするのは?
- 2007年1月26日放送 地球温暖化対策にどのようなスタンスで臨むべきか?
- 2007年2月2日放送 被害者が裁判で論告・求刑できる「被害者参加制度」導入へ
- 2007年2月9日放送 携帯電話1人1台時代でコミュニケーションはどう変わった?
- 2007年2月16日放送 出会い系サイトがらみの事件が過去最多に
- 2007年2月23日放送 「赤ちゃんポスト」の是非をどう考えたらいいか?
- 2007年3月2日放送 従軍慰安婦問題と河野談話の扱いについて
- 2007年3月9日放送 安楽死は法律で認めるべきか?
- 2007年3月16日放送 教育の権限を地方に移した方がいい理由は?
- 2007年3月23日放送 インターネット時代のメディア、これからどうなる?